# Unsere schönsten Jahre
Unsere schönsten Jahre ist eine Fernsehserie von Franz Geiger für das ZDF. 1983 bis 1985 entstanden zwölf Folgen mit jeweils 45 Minuten Länge, die im Vorabendprogramm gesendet wurden.
Die Erstausstrahlung erfolgte am 1. September 1983, die letzte Folge lief am 12. Oktober 1985.
Regie führten in der ersten Staffel Zbyněk Brynych (1 Folge), Franz Geiger (2 Folgen) und Alfred Weidenmann (3 Folgen), in der zweiten Staffel Michael Braun (auch Drehbuch).
Auch in dieser Serie spielte Helmut Fischer den Münchner Vorstadt-Casanova, eine Figur, die er bereits in Monaco Franze  verkörpert hatte und später in Die Hausmeisterin erneut darstellte.
Der Titelsong „Give Me Your Love“ war 1983 ein Charts-Hit, er wurde von Frank Duval komponiert und interpretiert.
Die Serie wurde 2006 und 2016 auf DVD veröffentlicht.

## Inhalt
Die Verkäuferin Elfi Ortlieb gerät immer an die falschen Männer, bis sie endlich den selbständigen Tischlermeister Raimund Sommer aus der Münchner Vorstadt kennenlernt.
Erst nach heftigen Streitereien gibt sich Elfis verheirateter Ex-Liebhaber Herbert Dirscherl geschlagen. Nach und nach entwickelt sich sogar eine Freundschaft zwischen Herbert und dem frischgebackenen Pärchen Elfi und Raimund.
Raimunds Schreinerei gerät zwar in finanzielle Schwierigkeiten, doch ein großer Auftrag bringt den Umschwung. Schließlich gibt er die alte Schreinerei auf und stellt auf Fließbandproduktion um. Das Geschäft floriert und dieser Umstand stellt die Ehe der Sommers auf eine erste Probe.

## Darsteller
- Elmar Wepper: Raimund Sommer
- Uschi Glas: Elfi Ortlieb
- Helmut Fischer: Herbert Dirscherl
- Veronika Fitz: Traudl Dirscherl
- Monika Baumgartner: Almuth, Sekretärin
- Helma Seitz: Tante Hilda
- In weiteren Rollen: Werner Kreindl, Siegfried Rauch, Christiane Krüger, Walter Sedlmayr, Gustl Bayrhammer, Willy Harlander, Walter Fitz, Helga Anders, Toni Berger, Sky du Mont und Pierre Franckh.

## Episoden

### Staffel 1 (1983)
01 Wochenend und Sonnenschein
02 So pressierts doch nicht
03 Optimisten
04 Schau den Mond an
05 Die spanischen Stunden
06 Man ist halt überall a bissl ungern...

### Staffel 2 (1985)
07 Die Traumfrau
08 Veränderungen
09 Die Aufnahmeprüfung
10 Mein Mann muß nach Paris
11 Nadine
12 Eifersucht